# Rakołupy (gmina)
Rakołupy (od 1973 Leśniowice) – dawna gmina wiejska istniejąca w latach 1867–1954 na Lubelszczyźnie. Siedzibą gminy były Rakołupy (1867–1933), Czarnołozy (1933–1953) i Leśniowice (1953–1954).
Gmina Rakołupy powstała w 1867 roku w Królestwie Kongresowym, a po jego podziale na powiaty i gminy z początkiem 1867 roku weszła w skład w powiatu chełmskiego w guberni lubelskiej (w latach 1912–1915 jako część guberni chełmskiej).
W 1919 roku gmina weszła w skład woj. lubelskiego. W 1924 roku w skład gminy wchodziły: Bażantarnia osada leśna, Czarnołozy wieś, Dębina folwark, Horodysko wieś, Janówka wieś, Kasiłan wieś i folwark, Kukawka wieś i folwark, Kumów wieś i folwark, Kumów Poduchowny wieś, Leśniowice wieś i folwark, Majdan Kukawski wieś, Majdan Leśniowski wieś, Majdan Ostrowski wieś i Mańkowszyzna kol., Nowy Folwark kol., Ostrów wieś i folwark, Plisków wieś i kol., Politówka wieś, Rakołupy wieś i kol., Sielec wieś i folwark, Wierzbica folwark. Do 1933 roku ustrój gminy Bukowa kształtowało zmodyfikowane prawo zaborcze. W 1933 roku siedzibę gminy przeniesiono z Rakołup do Czarnołoz. Podczas okupacji gmina należała do dystryktu lubelskiego (w Generalnym Gubernatorstwie).
Według stanu z dnia 1 lipca 1952 roku gmina Rakołupy składała się z 23 gromad. W 1953 roku siedzibę gminy przeniesiono z Czarnołoz do Leśniowic. Jednostka została zniesiona 29 września 1954 roku wraz z reformą wprowadzającą gromady w miejsce gmin. Po reaktywowaniu gmin z dniem 1 stycznia 1973 roku gminy Rakołupy nie przywrócono, utworzono jednak jej odpowiednik, gminę Leśniowice.